# Onthophagus brazzavillianus
Onthophagus brazzavillianus är en skalbaggsart som beskrevs av Vladimir Balthasar 1974. Onthophagus brazzavillianus ingår i släktet Onthophagus och familjen bladhorningar. Inga underarter finns listade i Catalogue of Life.